# فلورين بيجان
فلورين بيجان (بالرومانية: Florin Bejan)‏ (28 مارس 1991 بمانغالايا في رومانيا - ) هو لاعب كرة قدم روماني في مركز الدفاع. شارك مع منتخب رومانيا تحت 17 سنة لكرة القدم ومنتخب رومانيا تحت 19 سنة لكرة القدم ومنتخب رومانيا تحت 21 سنة لكرة القدم. أما مع النوادي، فقد لعب مع نادي تارغو موريش ونادي فيتورول كونستانتا ونادي كراكوفيا ونادي ستيوا بوخارست الثاني ‏.

## روابط خارجية
- فلورين بيجان على موقع قاعدة بيانات كرة القدم.إي يو (الإنجليزية)
- فلورين بيجان على موقع Soccerway.com (الإنجليزية)